# فین (جنگ ستارگان)
فین (به انگلیسی: finn)با شماره تعیین شده FN-2187 یک شخصیت داستانی در جنگ ستارگان است. او برای اولین بار در جنگ ستارگان: نیرو برمی‌خیزد ظاهر می‌شود که در آن او یک عضو گارد ضربت است. پس از اینکه در اولین مأموریت رزمی خود از بی رحمی خود شوکه شد، فرار می‌کند و علیه نیروها گارد ضربتی می‌جنگد. او با بازیگری جان بویگا نقش آفرینی می‌کند.

## حضور

### نیرو برمی‌خیزد(۲۰۱۵)
فین در ابتدا به عنوان عضو گارد ضربتی در محفل یکم تحت دستور کاپیتان فاسما و کایلو رن خدمت می‌کند. او نامی که برای او تعیین شده یعنی "FN-2187" را تنها نام خودش می‌داند. او در کودکی از خانواده اش گرفته شد و با هدف سرباز شدن آموزش دید.
او در یک مأموریت به سیاره جاکو هنگامی که یکی از اعضای گروه ضربت می‌میرد تحت تأثیر قرار میگیرد. این حس در او زمانی بیشتر می‌شود که کایلو رن دستور می‌دهد که غیرنظامیان کشته شوند. او سپس به پو دامرون کمک می‌کند و فرار می‌کنند.در راه فرار،پو به وی پیشنهاد میدهد که اسم خود را فین بگذارد و وی قبول میکند
سفینه ای که با آن فرار می‌کنند به خاطر آسیب دیدگی روی سیاره جاکو سقوط می‌کند که پو دامرون در آن زمان ناپدید شده و فین دنبال یک شهر می‌گردد و سپس با ری و بی‌بی-۸ آشنا می‌شود.
آن دو به همراه بی‌بی-۸ با سفینه میلینیوم فالکون فرار می‌کنند که با شخصیت محبوب سری فیلم‌های گذشته جنگ ستارگان یعنی هان سولو که اکنون کهنسال شده بود، برمی‌خورند.